# Camarona xanthogastra
Camarona xanthogastra är en tvåvingeart som beskrevs av Wulp 1891. Camarona xanthogastra ingår i släktet Camarona och familjen parasitflugor. Inga underarter finns listade.